# Lake Heritage
Lake Heritage és una concentració de població designada pel cens dels Estats Units a l'estat de Pennsilvània. Segons el cens del 2000 tenia 1.136 habitants.

## Demografia
Segons el cens del 2000, Lake Heritage tenia 1.136 habitants, 445 habitatges, i 356 famílies. La densitat de població era de 664,6 habitants per quilòmetre quadrat.
Dels 445 habitatges en un 33,9% hi vivien nens de menys de 18 anys, en un 69,9% hi vivien parelles casades, en un 7,6% dones solteres, i en un 19,8% no eren unitats familiars. En el 16,4% dels habitatges hi vivien persones soles el 6,7% de les quals corresponia a persones de 65 anys o més que vivien soles. El nombre mitjà de persones vivint en cada habitatge era de 2,55 i el nombre mitjà de persones que vivien en cada família era de 2,84.
Per edats la població es repartia de la següent manera: un 25% tenia menys de 18 anys, un 4,3% entre 18 i 24, un 26,1% entre 25 i 44, un 29,8% de 45 a 60 i un 14,9% 65 anys o més.
L'edat mediana era de 42 anys. Per cada 100 dones de 18 o més anys hi havia 91 homes.
La renda mediana per habitatge era de 55.250 $ i la renda mediana per família de 66.250 $. Els homes tenien una renda mediana de 42.258 $ mentre que les dones 33.750 $. La renda per capita de la població era de 26.450 $. Entorn del 2,7% de les famílies i el 4,6% de la població estaven per davall del llindar de pobresa.

## Poblacions properes
El següent diagrama mostra les poblacions més properes.